# EBJL 2013/14
Die Erste Bank Juniors League 2013/14 war die erste Saison der Erste Bank Juniors League (kurz: EBJL), der U18-Nachwuchsliga im österreichischen Eishockey. Es wurde neben dem Meister der EBJL auch ein österreichischer U18-Meister ausgespielt.

## Teilnehmende Mannschaften
In der ersten Saison dieser neuen Liga traten 18 Mannschaften aus 5 Nationen gegeneinander an.

### Gruppe Blau
- MAC Budapest
- EC L.A. Stars 1
- EC L.A. Stars 2
- SAPA Fehérvár AV19
- EC VSV
- EC KAC
- EHC Linz
- HC Orli Znojmo
- KHL Medveščak Zagreb
- UPC Vienna Capitals
- Miskolci Jegesmedvek JSE
- LLZ Stmk.Süd - Graz 99ers

### Gruppe Grün
- HK Olimpija
- HK Triglav Kranj
- HD Mladi Jesenice
- HK MK Bled
- HDK Maribor
- HK Slavija Junior

## Modus

### Gruppenphase
- Gruppenphase Blau: 1,5fache Hin- und Rückrunde innerhalb der Gruppe (33 Spiele)
- Gruppenphase Grün: 2,5fache Hin- und Rückrunde innerhalb der Gruppe (25 Spiele)

### Play-offs
Für die Play-offs wurden 4 Finalgruppen (A,B,C und D) aus Gruppe Blau und Grün gebildet und in einer einfachen Runde ausgetragen. Die Mannschaften der Gruppe Grün wurden nach ihrer Grunddurchgangsplatzierung in die 4 Finalgruppen eingereiht. Medvescak Zagreb – das im Finalturnier der Gruppe C nicht antrat – wurde durch HK Triglav Kranj vertreten. Das Ergebnis von Kranj in dieser Finalgruppe wurde für den Gesamtrang nicht berücksichtigt.

### Österreichischer U18-Meister
Österreichischer U18-Meister kann kein internationaler (= nicht österreichischer) Verein oder ein Verein mit offiziellem Akademiestatus des ÖEHV werden. Sollte daher kein österreichischer Verein das EBJL-Finale gewinnen, wird separat zwischen den zwei punktbesten österreichischer Vereinen des Grunddurchgangs der Meistertitel in einer Best-of-Three Serie ausgespielt.

## Meister
| Meisterschaft                | Team               |
| ---------------------------- | ------------------ |
| EBJ-MeisterL                 | SAPA Fehervar AV19 |
| Österreichischer U18-Meister | EHC Linz           |